# طائر النفخة أسود الصدر
طائر النفخة أسود الصدر (الاسم العلمي:  Notharchus pectoralis) هو نوع من أنواع طيور النفخة. وهي متواجد في كولومبيا، والإكوادور، وبنما.

## الوصف
طول هذه الطيور يتراوح ما بين حوالي 19–23 سنتيمتر (7.5–9.1 بوصة)، ووزنها هو حوالي 60–69 غرام (2.1–2.4 أونصة). لون ريشها بشكل عام هو أزرق-أسود لامع، لون الياقات، والخدين والحلق والبطن هو أبيض، والصدر لونه ضرب من اللون الأزرق والأسود أيضا، أما لون الذيل يكون أسود. المنقار يكون ثقيل ولونه أسود، وكذلك القدمين لونهما أسود، قزحية العين لونها بني داكن أو أحمر. الجنسان؛ أي الذكر والأنثى، يكونا متماثلا الشكل، ولم يتم حتى الآن دراسة ريش الطيور الصغيرة.

## التواجد
موائلها الطبيعية هي الأراضي المنخفضة الرطبة في الغابات المطيرة؛ ويتواجد ويعيش هذا الطير في ارتفاعات مستوى سطح البحر ووصولا إلى الارتفاعات التي تبلغ حوالي 1,000 متر (3,300 قدم). نادراً ما يتواجد هذا الطير بالقرب من اطراف الغابات، ويقتصر وجوده على الغابات أكثر من اجناس الطيور الأخرى القريبة والشبيهة به، ولكنها غالبًا ما يتواجد بالقرب من المكان الذي يتواجد به مياه جارية. عادة ما يكون هذا النوع من الطيور غير شائع الوجود، وقد لا يتم ملاحظته بشكل عام بسبب عادته في البقاء بلا حراك لساعات. يفترض أن هذا النوع من الطيور هو نوع غير مهاجر. عادة ما يتواجد بين أوراق واغصان الشجر المرتفع في الاحراش، ولكنه ينزل لأرض الغابة للحصول على فريسة التي قام النمل برميها، بل تقوم احيانا حتى بملاحقة أسراب النمل هذا.

## التغذية
يتغذى طائر النفخة أسود الصدر على مجموعة متنوعة من أنواع الفرائس، وقد يشمل ذلك الحريشة والفية الارجل، العقارب، العناكب، الصراصير، حشرة فرس النبي، الجراد، والخنافس والسحالي. إنه يصطاد من خلال مشاهدة الفريسة من مكان للربض وبعد ذلك ينقض للأسفل من اجل ان يصطادها، ثم يعود إلى مكانه لاخضاع الفريسة قبل تناولها.

## التكاثر
تعتبر المعلومات بخصوص عادات تكاثر هذه الطيور قليلة وضحيلة. يقوم كلا الوالدين بحفر جحر التعشيش في المستعمرات التي يبنيها الارضة على الشجر. توضع حوالي ثلاث بيضات، ويحتضن كلا من الوالدين؛ الذكر والانثى، مجموعة البيض.